# Пуркине, Карел
Карел Пу́ркине (Karel Purkyně) (15 марта 1834, Вроцлав — 5 апреля 1868, Прага) — чешский художник, один из самых известных сторонников реализма в чешском искусстве во второй половине 19-го века. 

## Биография
Был сыном физиолога и анатома Яна Евангелиста Пуркине и братом ботаника и основателя чешской метеорогии Эмануэля фон Пуркине. После смерти жены Юлии Рудольфи в 1834 году из-за холеры отец больше не женился и воспитывал сыновей самостоятельно.
Интерес к искусству появился ещё в молодости. С 1851 года он учился в Академии изящных искусств в Праге. В этот период его хорошими друзьями стали Йозеф Манес и Вацлав Левы. С 1854 по 1855 год учился в Мюнхене в частной школе Иоганна Баптиста Берделле. В 1855 году поехал в Париж, где работал с Тома Кутюром, там он копировал картины старых мастеров и познакомился с работами современных французских художников. Он был особенно поражен работами Гюстава Курбе, ему был близок реализм Курбе. По возвращении в Прагу, Пуркине стал известен прежде всего как портретист, хотя несколько работ выполнено в других жанрах. Он также сделал себе имя как организатор художественных событий и как искусствовед.В период с 1858 по 1862 год Пуркине регулярно принимал участие в ежегодных пражских выставках. С 1862 года Пуркине, помимо живописи, посвятил себя художественной критике. Он рисовал карикатуры для журналов Brejle и Humoristé listy.
На Пуркине оказали влияние художники барокко Карел Шкрета и Пётр Брандль, а также картины голландского Золотого века.
После ранней смерти в возрасте 34 лет из-за легочной недостаточности Пуркине был похоронен на Вышеградском кладбище в Праге рядом со своим другом Вацлавом Левы (могила 2А-28).

## В культуре
- Палитра любви / Paleta lásky — чехословацкий фильм-биография 1977 года о жизни и творчестве великого чешского художника Йозефа Манеса (1820—1871), роль Карела Пуркине исполнил актёр Людек Мунзар.

## Брак и дети
7 февраля 1860 года в Праге Карел Пуркине женился на Марии Видерманновой. У них было трое детей:
- Ян (1860-1910) - инженер в области технической гигиены (отопление и вентиляция), женат, трое детей: Ян, Ольга, Мирослав- архитектор
- Кирилл (1862-1937) - профессор геологии и минералогии в Чешском техническом университете и член многочисленных чешских и международных профессиональных обществ, директор Государственного геологического института, женат, один сын Кирилл Ярослав (1895-1963), юрист.
- Розалия (Ружена) (1864-1951) - художница, написала книгу о своей семье под названием «Жизнь трех поколений», которая была опубликована в 1944 году издательством «Умелецкая беседа».

В 1860 году он создал портрет своей жены, а на картине 1868 года запечатлел своих детей. Незадолго до смерти он написал автопортрет, выразив свое внутреннее состояние. 
Вдова Мария Пуркине прожила остаток своей жизни в приюте для душевнобольных в Праге.

## Галерея

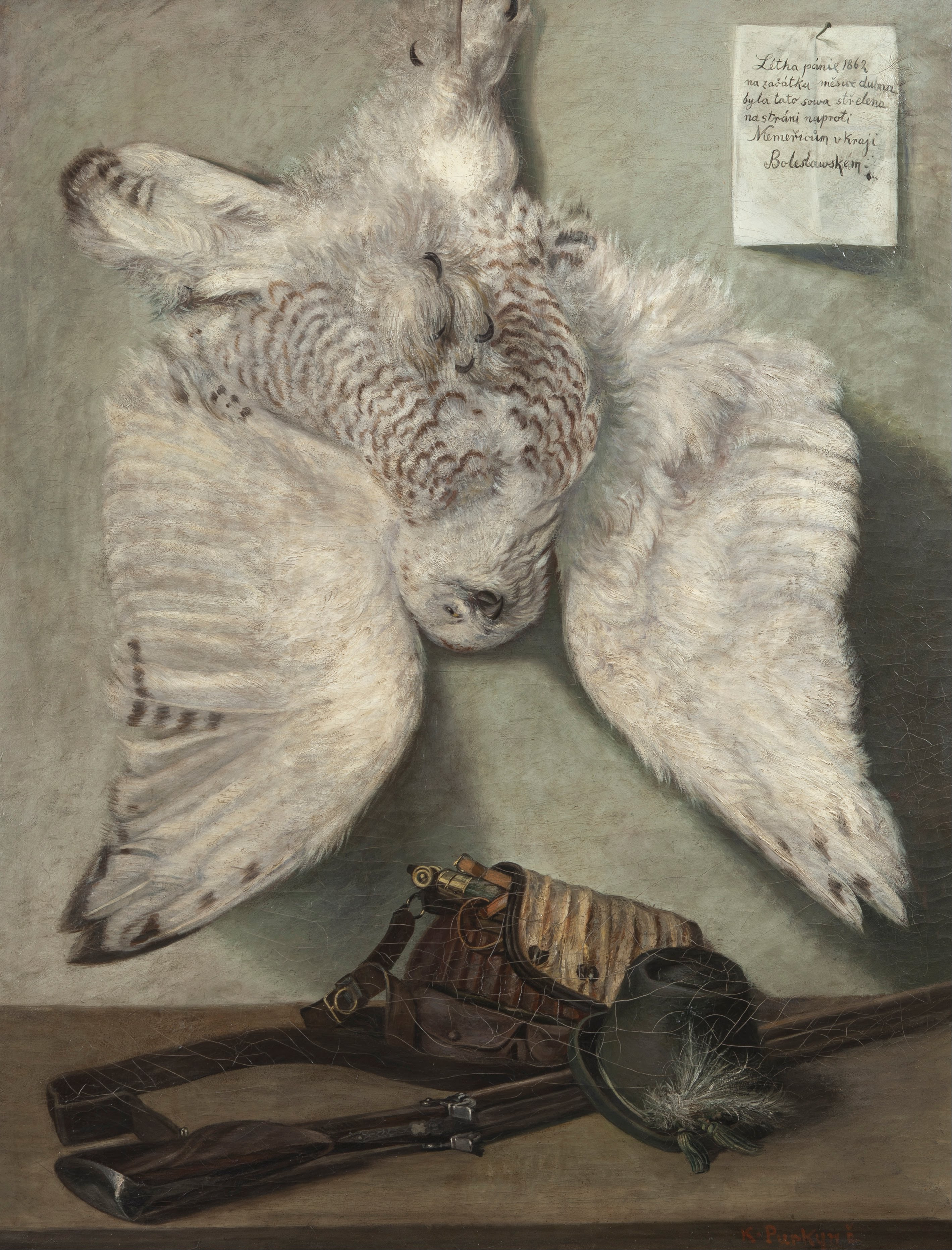
Карел Пуркине – Снежная сова (1862)
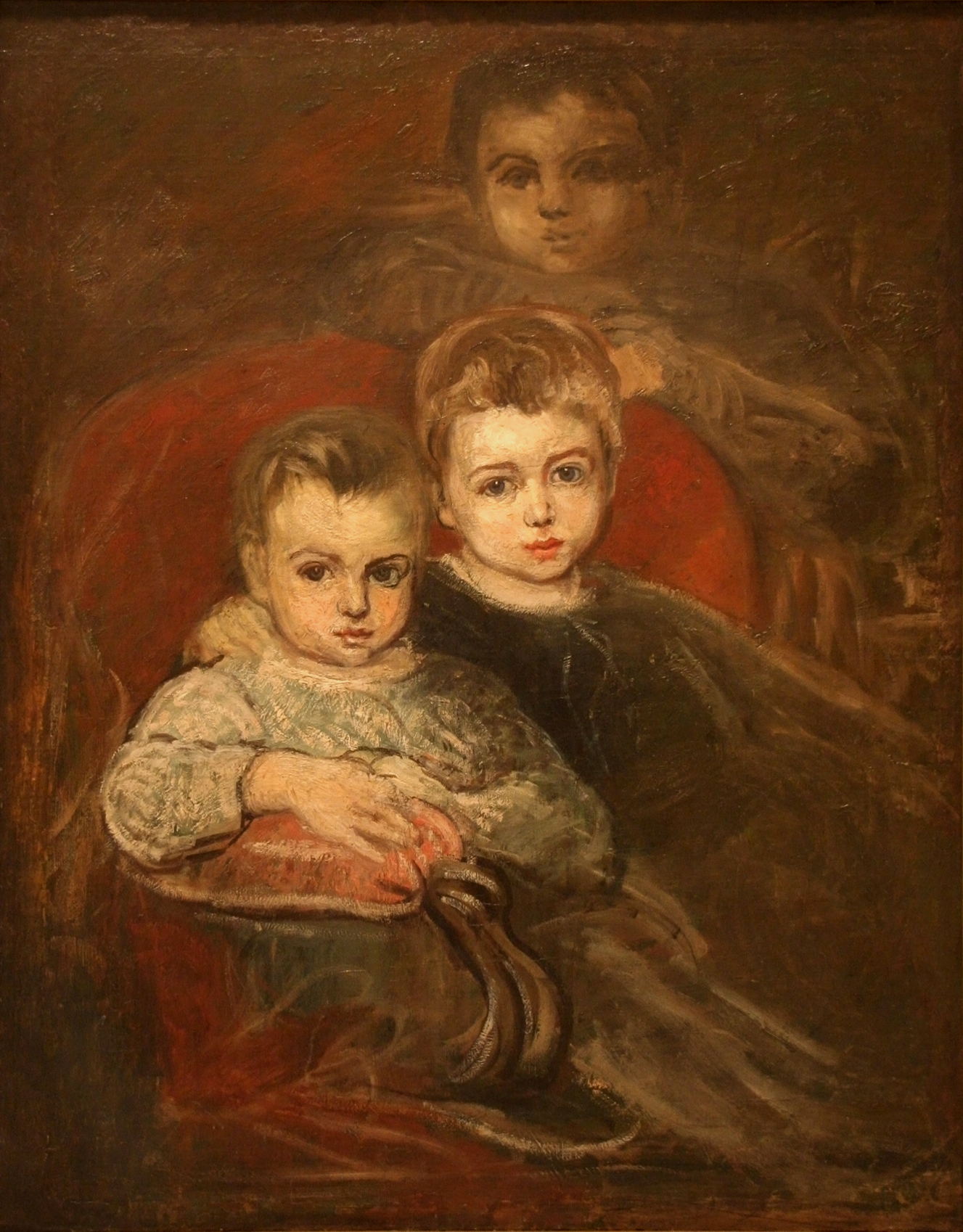
Карел Пуркине– Дети художника (1868)
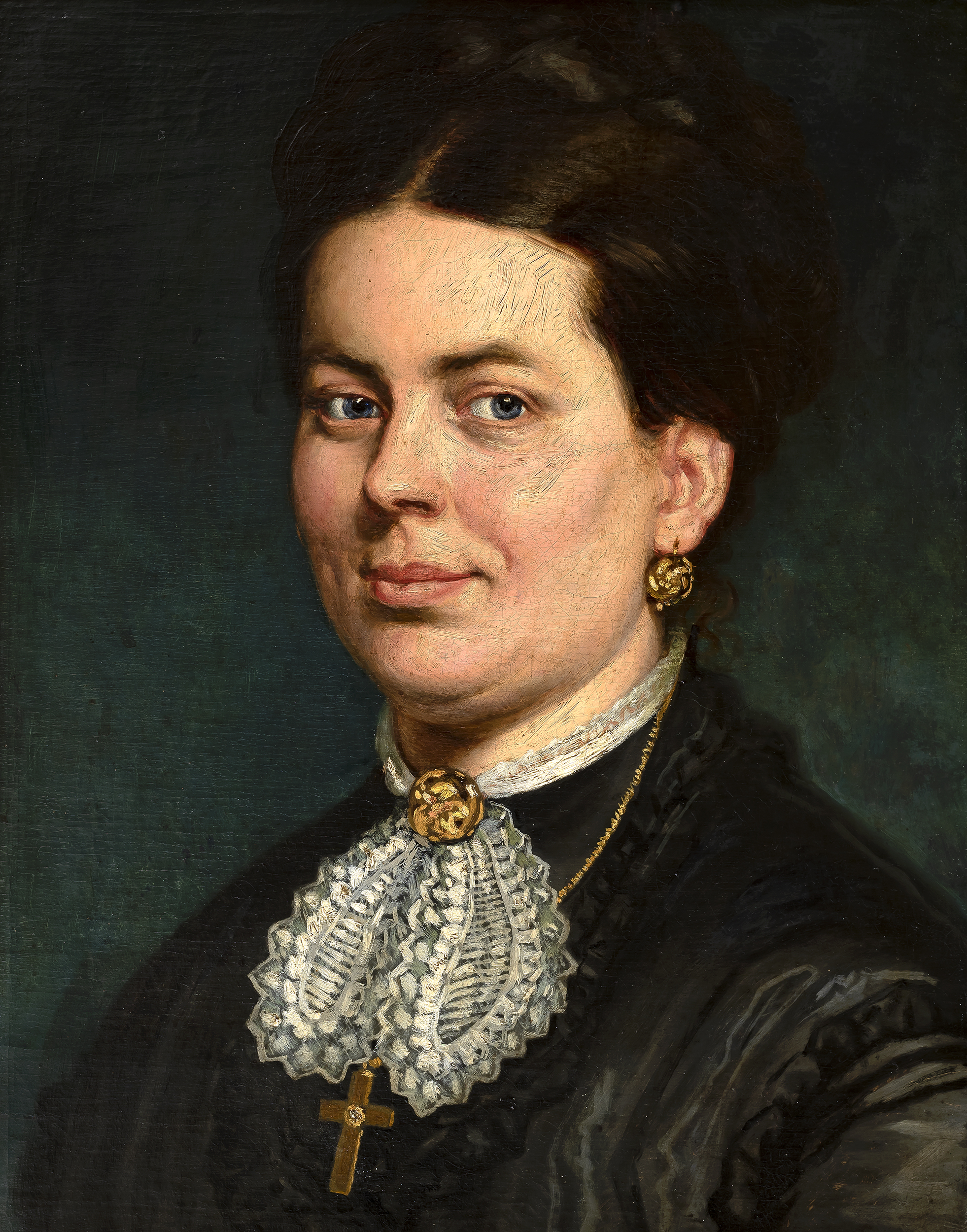
Карел Пуркине - Домработница Яна Ев.  Пуркина (1858)
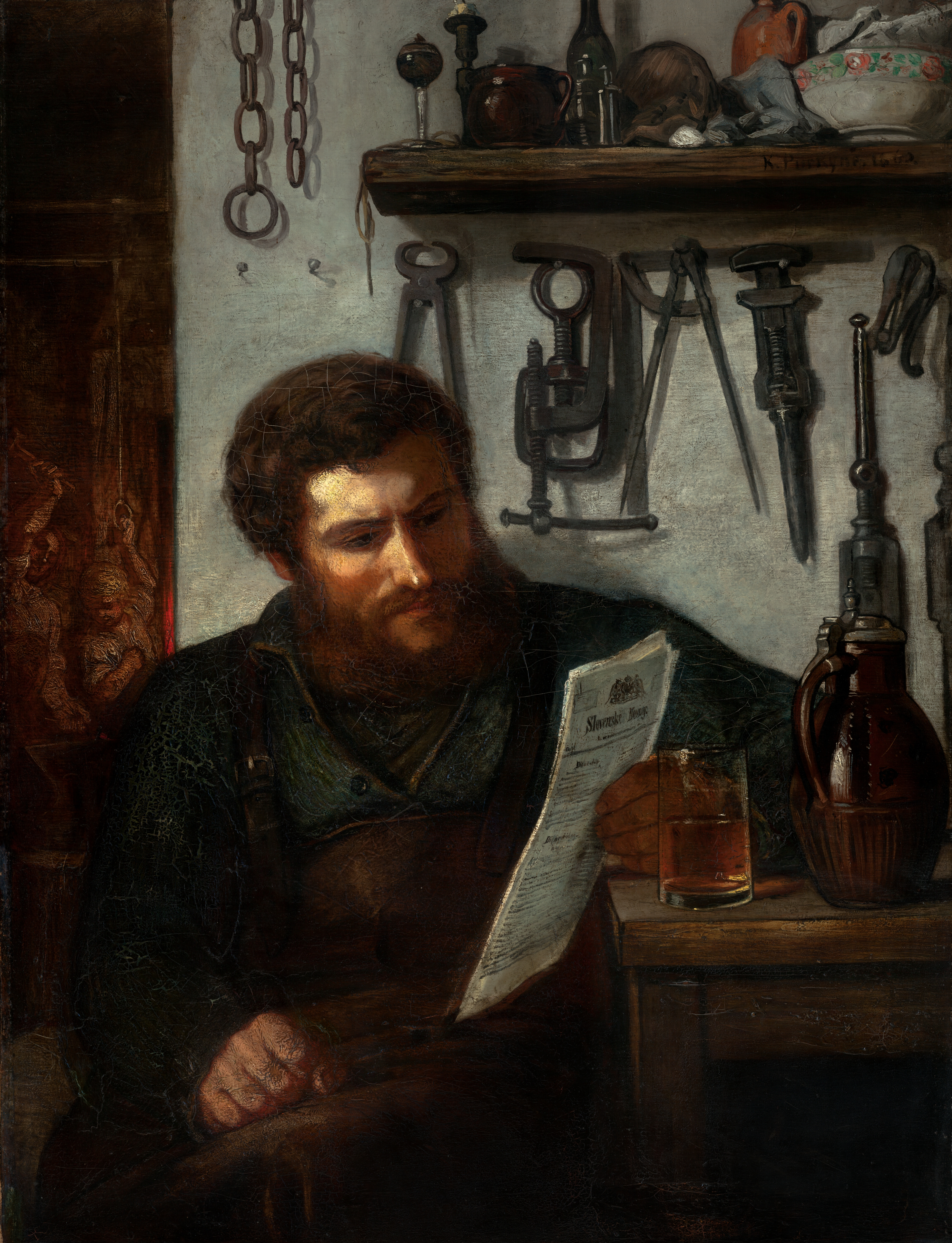
Карел Пуркине - Портрет кузнеца Иехи - Политизированный кузнец (1860)
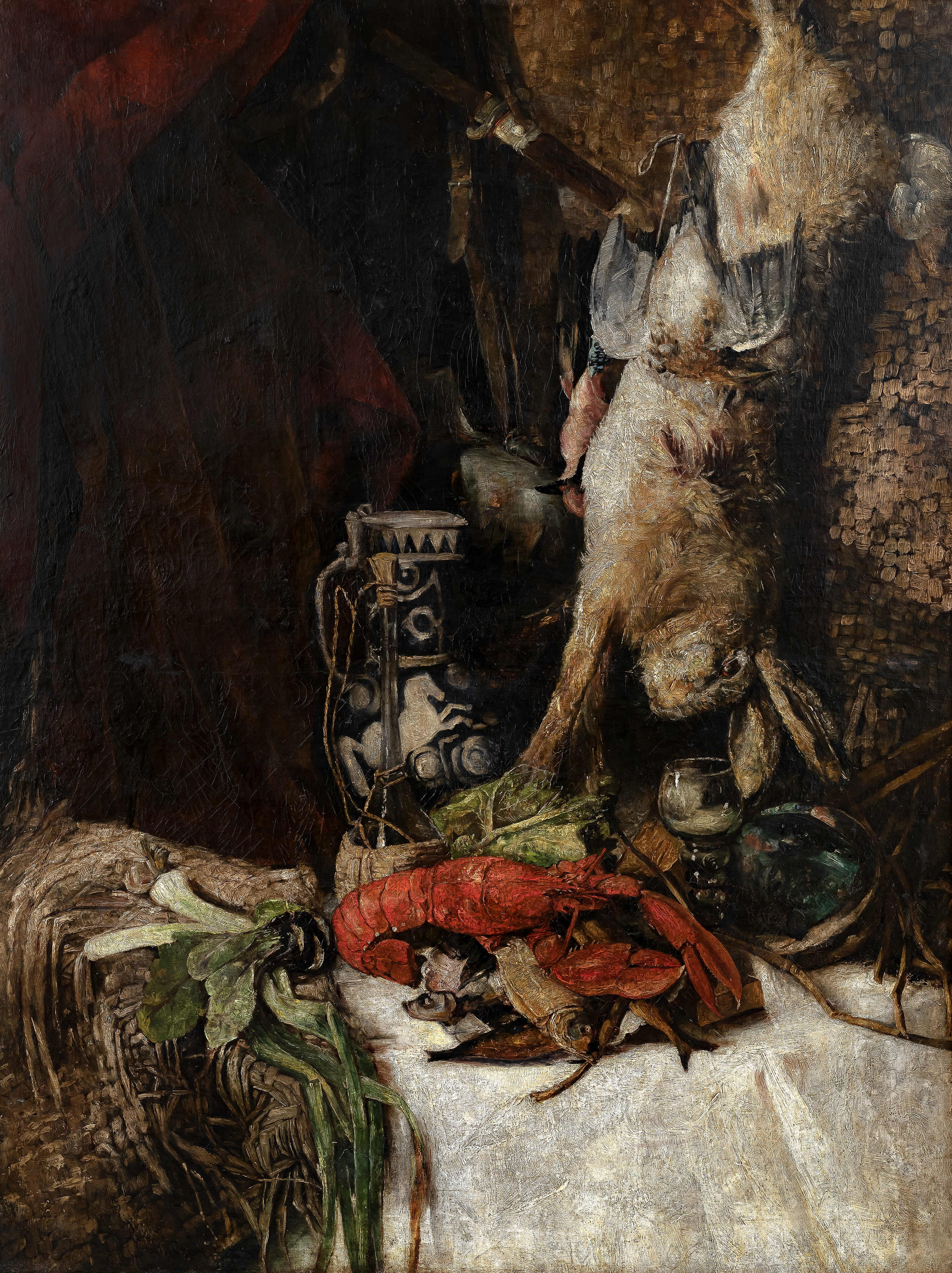
Карел Пуркине - Натюрморт с зайцем и раком (1858)